# Wilhelm Fliess
Wilhelm Fliess (Arnswalde, actualmente Choszczno, Polonia 24 de octubre de 1858 - Berlín 13 de octubre de 1928) fue un médico otorrinolaringólogo, psicólogo y biólogo alemán. Desarrolló una teoría pseudocientífica sobre biorritmos y también la controversial teoría de una conexión naso-genital, que no fue nunca aceptada por la medicina y ciencia modernas. En la actualidad se le conoce mejor por su intensa amistad platónica con Sigmund Freud, en un episodio temprano y controversial del origen del psicoanálisis.

## Biografía
Fliess nació en Arnswalde, provincia de Brandeburgo, Reino de Prusia (hoy en Polonia) el 24 de octubre de 1858. 
Su hijo, Robert Fliess, fue psicoanalista y prolífico escritor en ese campo, además de amigo de varios psicoanalistas. Robert acuñó el término "psicosis ambulatoria". Jeffrey Masson, quien fue director de los archivos de Sigmund Freud, afirmó que Robert le confesó que Fliess abusó sexualmente de él. Masson afirma que esto hizo que Fliess intentara socavar la investigación e interés de Freud sobre la teoría de la seducción debido a sus implicaciones para su propia vida.
Su sobrina, Beate Hermelin (su apellido de soltera era Fliess), fue una psicóloga experimental que trabajó en el Reino Unido, donde hizo importantes contribuciones en lo que hoy se conoce como neurociencia cognitiva del desarrollo.

## Estudios
Elaboró la teoría de que todos los individuos nacen bisexuales,una periodicidad específica sujeta a los ritmos menstruales uterinos —decía que el número 28 es el número de la mujer y 23 el número del hombre—, y la correspondencia estructural entre los órganos genitales y la nariz. Sigmund Freud, con quien tuvo una apasionada relación platónica por medio de correspondencia entre 1887 y 1904 (Aus den Anfängen der Psychoanalyse), consideraba las teorías de Fliess, ponía a prueba algunas de ellas e incorporó otras al psicoanálisis. Es posible apreciar la influencia de Fliess en la evolución del psicoanálisis de Freud, así como su importancia para la comprensión de su obra y de su autoanálisis. Fliess terminaría acusando a Freud de robarle las ideas.

### Caso Emma Eckstein
Fliess exploró su idea más controvertida llamada "neurosis nasal refleja" en su libro Neue Beitrage und Therapie der nasalen Reflexneurose presentado en Vienna en 1892. Esta teoría postulaba una conexión fisiológica directa entre la nariz y los órganos genitales. Según Fliess, los trastornos y alteraciones de un área podían afectar a la otra. Creía que la estimulación o manipulación de la nariz podría tratar problemas y disfunciones sexuales, incluyendo la masturbación. Lo intentó probar con la paciente de Freud, Emma Eckstein. 
Emma Eckstein (1865-1924) tuvo una experiencia particularmente desastrosa cuando Freud remitió a la paciente, que entonces tenía 27 años, a Fliess para que la operaran y le extirparan el hueso del cornete de la nariz, aparentemente para curarla de sus dolencias menstruales provocadas por la masturbación, que ambos creían era causa principal para dolencias neuróticas. Eckstein sufrió una hemorragia abundante en las semanas posteriores al procedimiento, casi hasta el punto de morir cuando apareció la infección. Freud consultó con otro cirujano, quien le quitó un trozo de gasa quirúrgica que Fliess había dejado. Eckstein quedó permanentemente desfigurada, con el lado izquierdo de su rostro hundido. A pesar de esto, se mantuvo en buenos términos con Freud durante muchos años, convirtiéndose ella misma en psicoanalista. 
Fliess también siguió siendo amigo cercano de Freud después del desastre con Eckstein. Su amistad, sin embargo, no sobrevivió a la percepción de Fliess de que Freud le estaba plagiando sus ideas. 

## Las cartas entre Freud y Fliess
Ver artículo principal Cartas completas de Sigmund Freud a Wilhelm Fliess (1887–1904)

Freud se encargó de eliminar todas las cartas que su amigo Wilhelm Fliess le había escrito —comenta que se lo prometió a la viuda de Fliess, para proteger su privacidad y confidencialidad—, pero conservó las que él le escribió a Fliess, pues incluía su propio autoanálisis del que Fliess fue parte. Dice la breve correspondencia de Freud hacia Ida Fliess, recién viuda de Wilhelm Fliess en diciembre de 1928:
Estimada señora: 
Hasta hoy no he encontrado nada y me inclino a suponer que toda la correspondencia ha sido destruida. Pero como tampoco he encontrado otras cosas que ciertamente quería conservar, como las cartas de Charcot, no considero el asunto concluido. Naturalmente, para el caso en que algo encuentre, mi promesa sigue en pie. 

Su devotísimo, Freud
Marie Bonaparte, princesa de Grecia y Dinamarca, rescató la gran mayoría de correspondencia. Era amiga de la familia Freud y su papel fue instrumental en ayudarlos a escapar de la persecución nazi en Austria en 1938, facilitando su emigración a Londres. Freud fallecería un año después.
En 1940, Bonaparte entregó las cartas a Anna Freud, quien mandó a copiar para entregárselas a Ernest Jones para una biografía de Sigmund Freud. La primera publicación de las cartas al público en 1950 fue obra de Anna Freud, Marie Bonaparte y Ernst Kris. Pero no estaban completas, sino hasta que Jeffrey Masson, que se volvió director de los archivos de Freud, convenció a Anna de publicar aquellas partes que Anna temía "pudieran confundir al público", como la carta en la que confiesa su sensación de aislamiento y derrota e insulta a sus colegas después de rechazarle por su teoría de la seducción.

## Algunas publicaciones
- Wilhelm Fliess. Die Beziehungen zwischen Nase und weiblichen Geschlechtsorganen (In ihrer biologischen Bedeutung dargestellt), VDM Verlag Dr. Müller, Saarbrücken 2007
- ----. Sigmund Freud. Briefe an Wilhelm Fließ 1887 – 1904. Ed. S. Fischer Verlag, 2. Auflage (incl. Errata und Addenda) 1999
- Con Sigmund Freud. The Complete Letters of Sigmund Freud to Wilhelm Fliess, 1887-1904. Ed. Belknap Press, 1986, ISBN 0-674-15421-5
- Con Ernest Jones: 
  - ----. 1953. Sigmund Freud: Life and Work. Vol. 1: The Young Freud 1856–1900
  - ----. 1955. Sigmund Freud: Life and Work. Vol. 2: The Years of Maturity 1901–1919
  - ----. 1957. Sigmund Freud: Life and Work. Vol 3: The Last Phase 1919–1939. London: Hogarth Press
- Con Robert Fliess
  - Psychoanalytic Series,  Vol. 1:  Erogeneity and Libido: Addenda to the Theory of the Psychosexual Development of the Human
  - Psychoanalytic Series, Vol. 2:   Ego and Body Ego: Contributions to Their Psychoanalytic Psychology
  - Psychoanalytic Series, Vol. 3:   Symbol, Dream and Psychosis